# ヒトラー選挙戦略
『ヒトラー選挙戦略 現代選挙必勝のバイブル』（ヒトラーせんきょせんりゃく げんだいせんきょひっしょうのバイブル）は、日本の書籍。1994年（平成6年）4月、自由民主党東京都支部連合会（自民党都連）事務局広報部長であった小粥義雄（おがいよしお）が著した。
本書は、ナチス・ドイツの指導者であったアドルフ・ヒトラーの政治戦略について高く評価し、それを踏まえて現代（当時）の日本における政治家が選挙で当選するための手法を指南した。

## 時代背景
本書が出版された1990年代前半は、日本の政界が大きく混乱していた時期であった。
出版前年の1993年（平成5年）6月には、長年の政権与党であった自由民主党（自民党）が人気の低下から議席を減らし、自民党と共産党以外の8つもの党からなる連立政権（細川内閣）が誕生した。
これにより自民党が38年ぶりに野党へ下り、「55年体制」が崩壊した。
出版直前の1994年（平成6年）3月4日には、選挙制度を大きく変革する小選挙区比例代表並立制と、政党への資金提供を変革する政党交付金の導入を柱とする政治改革四法が成立した。
さらに、同年4月8日、首相の細川護熙が、佐川急便グループからの借入金処理問題から追い込まれ、辞任の意志を表明した。
出版5日後の4月25日には細川が辞任し、新生党などからなる羽田内閣が誕生した。しかし、それまで連立政権の一員であった日本社会党（社会党）と新党さきがけが連立を離脱したことで、羽田内閣は少数与党による不安定な政権となった。
出版2ヶ月後の6月20日、羽田内閣はわずか64日間で退陣した。自民党は与党へ復帰するために長年の政敵であった社会党と手を結び、「大連立」ともよべる自民党と社会党と新党さきがけによる連立政権が発足した。

## 出版
本書は千代田永田書房によって数千部が出版された。
出版記念パーティーには、自民党、新生党、日本新党、日本労働組合総連合会（連合）の関係者らが出席した。
同書には国会議員など15人が推薦文を寄稿し（後述）、また女優の宮崎ますみが帯に宣伝コメントを寄せた。
売上は芳しくはなく、千代田永田書房は出版翌月の5月時点で「売り上げは3,000部未満」と述べていた。

## 内容
本書の内容は次のようなものであった。本書内では随所にアドルフ・ヒトラーをかわいらしく描いた挿絵が用いられ、扉絵にはナチスのシンボルマーク「卐（ハーケンクロイツ）」が描かれた。

### 冒頭

#### 「ヒトラーを見習う理由」
本書の冒頭では「ヒトラーの遺言」を引用し、「余にとって日本は、変わることなく盟邦であり、友人でありつづけるであろう」と、ヒトラーと日本の親密性を伝えた。
そのうえで、ヒトラーを題材に選んだ理由を次のようにあげた。
- ヒトラーは短期間に国論を統一、政権を奪取して第三帝国を建設した。彼は現代選挙を考えるうえで、とても重要な教えを示している[5]。
- ヒトラーのように大衆の側に立ち、大衆の声を聞き、大衆の心に訴える手法は、現代のような混迷の時代、大衆文化時代によくあてはまる政治戦略である[3]。
- ヒトラーの独裁政治やユダヤ人問題などに関する歴史的評価は後世に譲る[3]。
- ヒトラーが進めた「白か黒か、敵か味方かをはっきりさせ、この敵と徹底的に戦う」政治戦略は、選挙での「当選」か「落選」かの結果と同じ論理である[3]。

#### 公職選挙法への不満
続く「はじめに」という章では、「選挙は楽しいものであるはずなのに、立候補する人が減少している。その理由は公職選挙法だ。」として次のように述べた。
- 公職選挙法は、ある日突然に警察から犯罪者に仕立てあげられるという恐ろしい法律である[3]。
- 公職選挙法を知らなければ学園祭のノリで楽しい選挙ができるのに、この反市民的な法律をクリアしないと選挙運動は進まない[3]。

#### 心構え
続いて、「候補者になろうとする人達やこれから選挙を戦う人達にとっての、選挙戦の基本となる心がまえ」として、次のように述べた。
- 選挙必勝法はただひとつ、強い信念を候補者がもつことである[3]。

- ヒトラーの政治戦略は大衆宣伝が基本だ。これはまさに現代選挙運動にも通じる戦略である[3]。

### 本編
本書は、「まず、選挙に出ようと思ったら」「後援会の組織づくりはこうすすめよう」「候補者になったら肝に銘じよう」「選挙ではこんなことも要求されるだろう」の大きく4つの構成からなる。4構成はさらに細かく章立てされ、それらの冒頭ではヒトラーの自伝書「我が闘争」などの言葉が引用されている。

#### 「説得できない有権者は抹殺すべき」
「勝利に一直線」という章の冒頭では、ヒトラーの側近であったヘルマン・ラシュニングの著書『永遠なるヒトラー』から、次の文章を引用していた。
私はいかなる手段もためらいはしない。私はあらゆる手段が、正当なものとなる。私のスローガンは“敵を挑発するな！”ではなく、“非常手段に訴えて敵を殲滅せよ！”である。戦争を遂行するのは私なのだ。
続いて、次のように記述した。
- 人間の全てを納得させることは不可能であるため、一人に反対されたら、代わりに三人の賛成者を生むことが重要である[5]。

- 説得できない有権者は抹殺すべきである。この抹殺とは人を殺すことではなく、政治的活動を一切させないように工作することだ。そのまま放置すると、他陣営の有力な戦力になってしまうことがある[3][5]。

#### 女性戦略
「女尊男卑の精神」という章では、女性の力が選挙活動には重要という趣旨で、次のように述べた。
- 女性は直情的である。難しい理屈や理論よりも、愛情をもって接すれば大きな支持者を誕生させることが可能だ[3]。

- 女性は理論や教義を覚える前に、愛されているという実感の中で行動する[3]。

- 女性は支持拡大の突撃隊である[3]。

#### 親族戦略
「控えめな親族・家族」章では、1991年の統一地方選挙の市議会議員選挙である新人候補がトップ当選を果たしたことについて、次のように述べた。
- 投票日の3日前に、選挙対策本部長は候補者の親族代表に対して「候補者が落選したら、その親族はこの街にいられないぞ」と脅した。この脅しがきいて、親族たちが後援会組織にとらわれず必死に集票活動に熱中し、トップ当選を飾ったのだ[3]。
- ヒトラーが親族の出しゃばりを嫌ったように、選挙でも親族はあくまでも影になって行動することが重要である[3]。

#### 「表と裏を使い分ける」
「候補者の日常生活」章では、ヒトラーが独身者として女性人気を得ていたものの実際の私生活では愛人（エヴァ・ブラウン）がいたことに言及し、そのような二面性を持つことが重要だとして次のように述べた。
- 立候補者全てが真面目に清貧に生活する必要はない。ただ「オモテ」と「ウラ」の二面性を持つ必要がある[3]。
- オモテは誰よりも清貧な生活、真面目な人柄、誠実な行動をセールスポイントとしなくてはならない[3]。
- ウラでは自由奔放な生活も必要だ。他人の目に触れない行動時にはハメをはずしてもよい[3]。

- 候補者の日常生活は「オモテ」と「ウラ」をはっきりと区別することだ。オモテとウラの行動を使い分ける確かな演技力をつけることで当選への道が約束される[3]。

### 巻末

#### 「警察の捜査に対抗する」
本書の最後は「付録　万全の公職選挙法対策で楽しい選挙を」という項目であった。ここでは「公職選挙法は悪法だ」「警察は味方ではない」と強調し、次のように述べた。
- 公職選挙法は、国民誰でもを犯罪者に仕立てあげることのできる悪法だ。善良な市民でも、ある日突然に犯罪者にすることが可能な法律である。何も知らない市民は、わからないままに「公職選挙法違反」のレッテルを貼られてしまい、前科者になってしまう[3]。
- 事件への対応の第一歩は、まず押収物をなくすことだ。捜査当局は証拠隠滅などという言葉を使って脅してくるが、ひるまず戦うべきだ[3]。

- 万が一、選挙事務所の捜索が行われることが予想される時は、日程、会計帳簿、組織図、名簿類は真っ先に処分することが重要である[3]。

- 捜査の着手を入手したなら、直ちに反撃を開始すべきである[3]。
  - 慌てずに書類をひとつひとつ自らの手で整理して処分すべきだ。書類は焼却してもよいし、第三者に預けるのもひとつの方法である[3]。
  - いずれにしても、自分ひとりで計画し、自身で実行することが重要だ。「自らが口を割らなければ絶対にわからない」という強い信念があれば、証拠隠滅で逮捕するなどという警察の脅しにも充分対応できる[3]。

## 議員らによる推薦文
雑誌『週刊東京政経通信』1994年5月5日号の見開き特集紙面『選挙の原点に戻って「HITLER戦略」を読む』では、本書を紹介するとともに、日本の国会議員らによる本書への推薦文が掲載された。
内閣総理大臣の羽田孜、自民党幹事長代理の粕谷茂、衆議院議員の高市早苗、参議院議員（日本新党）の寺澤芳男、武蔵野市長の土屋正忠、東京都議会議員の保坂三蔵（いずれも肩書は当時）ら15人の推薦文が寄稿された。

### 羽田孜による推薦文
当時の日本国首相であった羽田孜（新生党の党首）は、「来年の統一地方選選挙での候補者選びには、大いに参考になります」などと寄稿していた。なお、羽田は「来年の選挙」を迎えるよりも早く、同年6月25日に内閣総辞職した。

### 高市早苗による推薦文
自由党議員であった高市早苗は推薦文として、次のように寄稿していた。
候補者と認知された瞬間から始まる誹謗、中傷、脅迫。私も家族も苦しみ抜いた。著者の指導通り勝利への道は『強い意志』だ。国家と故郷への愛と夢を胸に、青年よ、挑戦しようよ！
出版から20年後の2014年（平成26年）9月に、この推薦文が報じられ問題視された。同時点で高市は安倍内閣の総務大臣に就任していた。
しかし、高市の事務所は「推薦文については記憶が無く、コメントできない。本人も著者を知らない」と述べた。

## 批判
出版から翌々月の1994年6月10日、駐日イスラエル大使館参事官のヤコブ・ケイダールらが自民党都連を訪れ、事務局長の秋葉信行らに不快感を表明した。
さらに、アメリカ合衆国のユダヤ人系の人権団体であるサイモン・ウィーゼンタール・センターが、駐イスラエル日本大使館に出版中止を求める抗議文書を送付した。
また、アメリカの高級新聞紙『ニューヨーク・タイムズ』や『ワシントン・ポスト』にも取り上げられた。

## 絶版・回収
上記の抗議により国際問題に発展しかねない情勢となってきため、小粥および自民党都連、出版社は出版から2ヶ月足らずの同年6月13日、「政府や自民党にも迷惑をかけた」として、同書の絶版・回収を決めた。
小粥は同書の内容について「来春の統一地方選挙を念頭に、あくまでも個人の考えとして、選挙戦に臨む心構えや戦略を示した」「ヒトラーを正当化するつもりはなかった」と述べた。